# Lester S. Hill
Lester S. Hill (18 janvier 1891 - 9 janvier 1961) est un mathématicien, cryptologue et enseignant américain. Il s'est intéressé aux applications des mathématiques dans les communications. Détenteur d'un doctorat de l'université Yale (1926), il a enseigné à l'université du Montana, l'université de Princeton, l'université du Maine, l'université Yale et au Hunter College.  Parmi ses principales contributions, il reste le Chiffre de Hill. Il a aussi développé des méthodes pour détecter des erreurs dans les transmissions télégraphiques et écrit deux livres.

## Source
- Kenneth Rosen, Elementary Number Theory and its Applications, fifth edition, Addison-Wesley, 2005, p. 292.